# Great Balls of Fire (песня)
| Оценки критиков | Оценки критиков |
| Источник        | Оценка          |
| --------------- | --------------- |
| AllMusic        | Без оценки      |

«Great Balls of Fire» — песня, выпущенная в 1957 году американским певцом и музыкантом Джерри Ли Льюисом. В том же году она прозвучала в фильме Jamboree. Авторы — Отис Блэквелл и Джек Хаммер.
Продажи сингла Джерри Ли Льюиса с этой песней в США превысили 5 миллионов экземпляров.
В 2004 году журнал Rolling Stone поместил песню «Great Balls of Fire» в исполнении Джерри Ли Льюиса на 96 место своего списка «500 величайших песен всех времён». В списке 2011 года песня также находится на 96 месте.
Кроме того, песня «Great Balls of Fire» в исполнении Джерри Ли Льюиса входит в составленный Залом славы рок-н-ролла список 500 Songs That Shaped Rock and Roll.
Также, в 1998 году сингл Джерри Ли Льюиса с этой песней (1957 год, Sun Records) был принят в Зал славы премии «Грэмми».

## Чарты
| Чарт (1957—1958)                             | Наив. поз. |
| -------------------------------------------- | ---------- |
| Нидерланды (Dutch Top 40)                    | 30         |
| Новая Зеландия (Recorded Music NZ)           | 8          |
| Великобритания (The Official Charts Company) | 1          |
| США (Billboard Hot Country Singles)          | 1          |
| США (Billboard Hot 100)                      | 2          |